# 沖の島 (愛媛県)
沖の島（おきのしま）とは、愛媛県宇和島市にある無人島。宇和島市の沖合い、日振島の約600m沖合いに位置する。面積0.18km2の小島。「沖ノ島」と表記するものもあるが、本記事では国土地理院の地形図の表記に従い、「沖の島」と表記する。

## 概要
最高標高70mでアコウ樹等が自生しており、周囲には砂洲が広がっている。島のすぐ東には同様の無人島である竹ヶ島がある。島の東部の砂洲にはハマユウが群生し、愛媛県指定の天然記念物となっている。一時は害虫により壊滅的な打撃を被っていたが、地元中学生の世話等により、よみがえっている。
太平洋戦争の前頃には、日振島の北部、能登集落の漁民がテングサ等を採取する共有地であった。現在でも、周囲は好漁場である。1977年（昭和52年）に南岸に桟橋が設置されているが定期航路等はない。
1949年（昭和24年）のデラ台風による106名の犠牲者を追悼するための日振島遭難者慰霊碑が、1962年（昭和37年）に遭難の現場に最も近いこの島に建てられた。

## 歴史
- 1889年12月15日 - 町村制度施行により発足した北宇和郡日振島村に属す（#外部リンク歴史的行政区域参照）。
- 1949年 6月20日 - デラ台風により愛媛県・鹿児島県を中心に死者行方不明併せて468名の大惨事[4]。そのうち、宇和海での漁業従事者の死者行方不明211名[5]。
- 1958年4月1日 - 合併により発足した宇和海村となる。
- 1974年4月1日 - 宇和海村が宇和島市に編入される。